# Arent Jacobsz van der Graeff

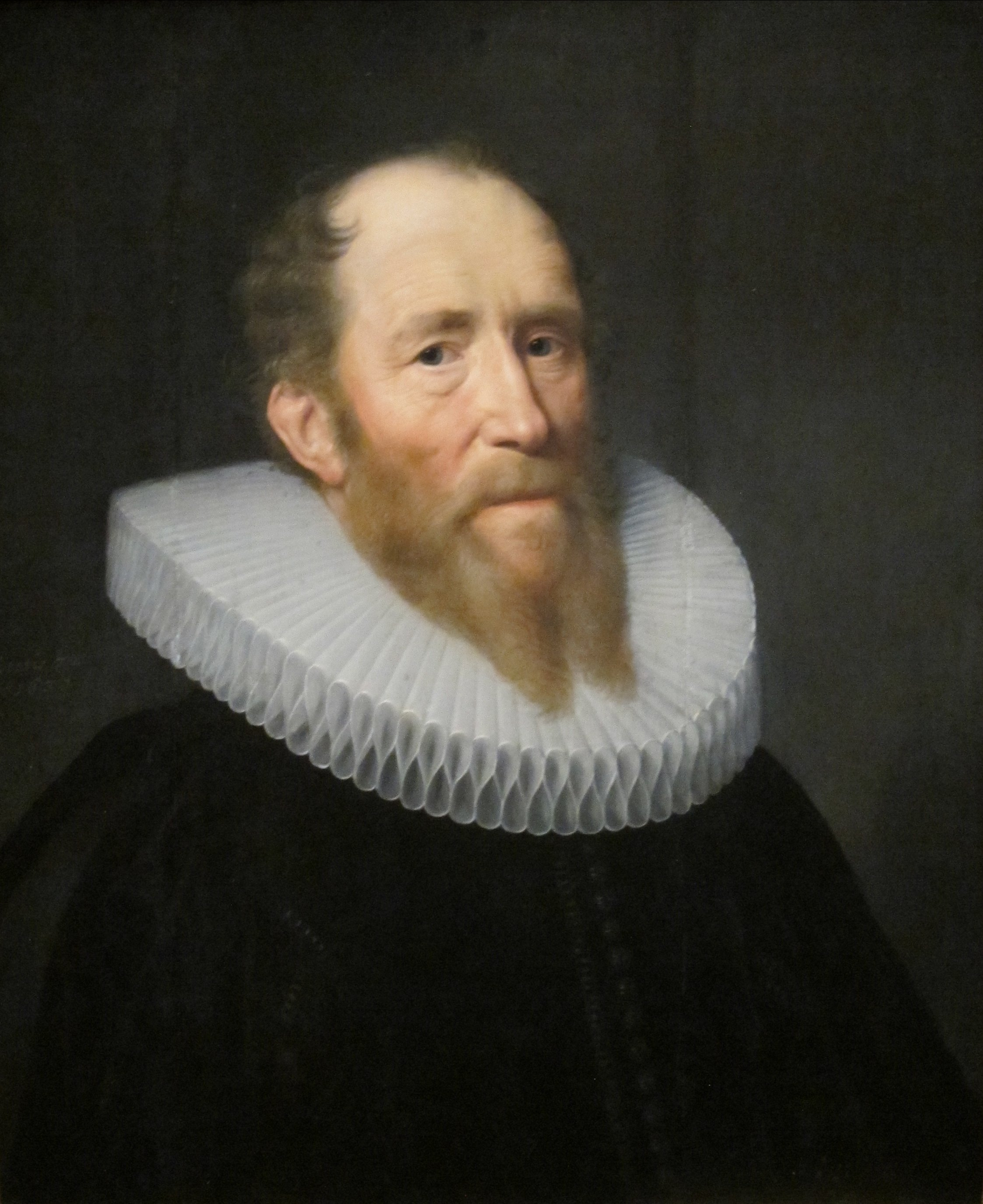
Arent Jacobsz van der Graeff im Jahr 1630, porträtiert von Michiel Jansz van Mierevelt

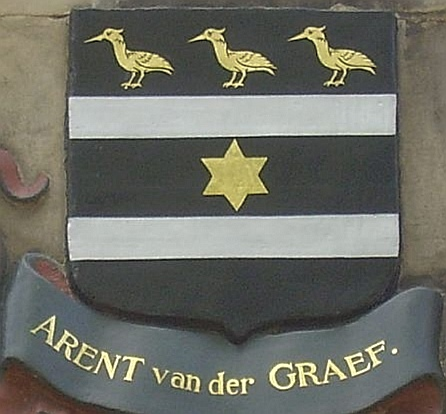
Wappen von Arent van der Graeff an der Fassade des Gemeenlandshuis Delft

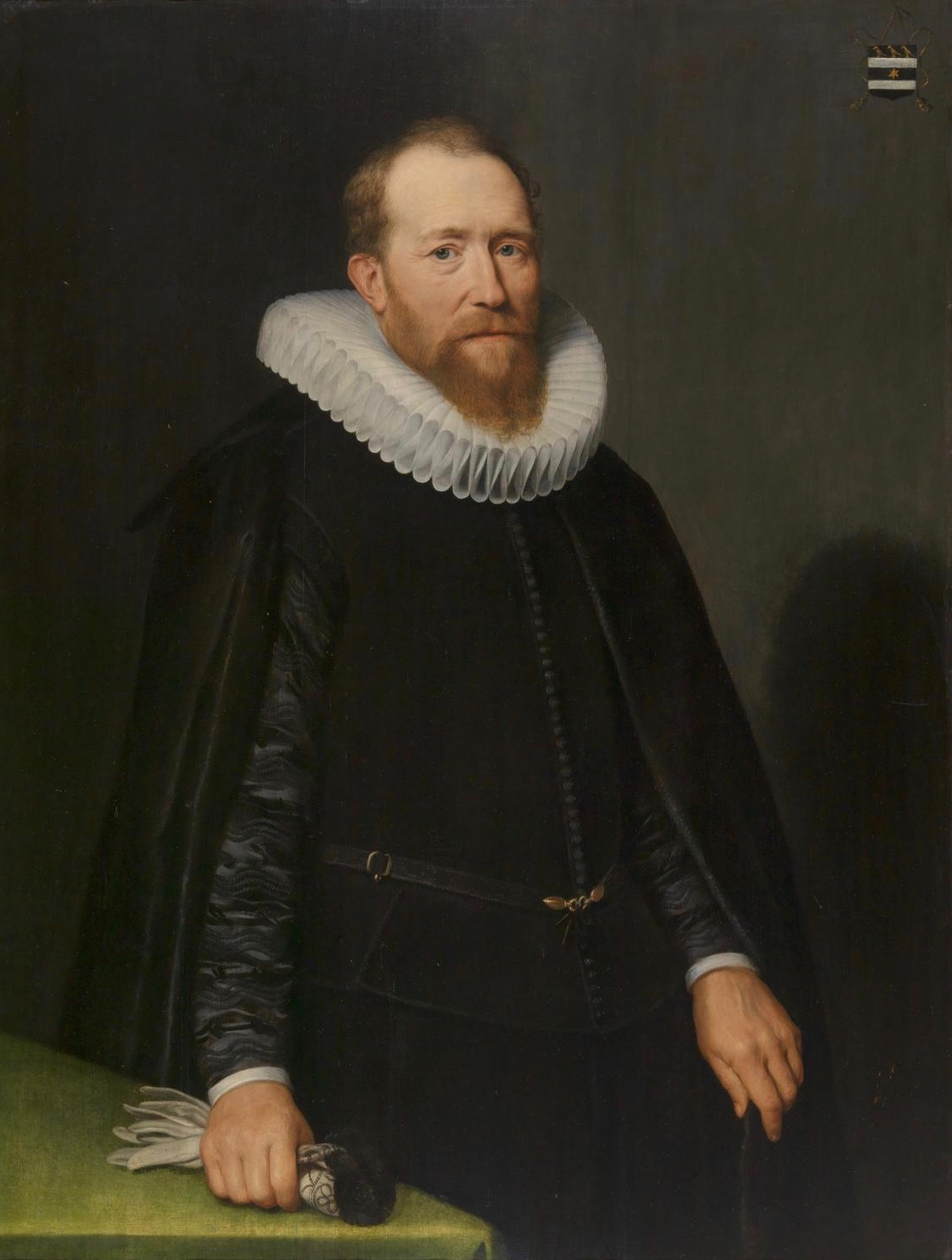
Michiel Jansz van Mierevelt, Arent Jacobsz van der Graeff 1618, Museum Het Prinsenhof, Delft

Ridder Arent Jacobsz van der Graeff (getauft am 28. Dezember 1557 in Delft; † 4. Mai 1642 ebenda) war Bürgermeister seiner Heimatstadt.

## Herkunft
Arent Jacobsz entstammte dem niederländischen Regentengeschlecht der Van der Graeff. Sein Vater Jacob Arentsz van der Graeff war ebenfalls wie sein Großvater Arent van der Graeff Bürgermeister und Mitglied der Stadtregierung von Delft gewesen. Arent Jacobsz van der Graeff war mit Sara Bosschaert verehelicht und hatte sechs (oder sieben) Kinder. Sein erstgeborener Sohn Jonkheer Aelbrecht Arents van der Graeff wurde regierender Bürgermeister und Schepen von Delft und Bewindhebber über die Niederländische Ostindien-Kompanie (VOC). Sein zweitältester Sohn Jacob van der Graeff (1586–1651) – der Herr von Hoogeveen – war Kommissar und Richter des holländischen Gerichtshofes Hof van Holland.

## Karriere
Arent Jacobsz van der Graeff übernahm im Jahre 1584 die Brauerei seines Vaters und wurde kurze Zeit später Mitglied der Delfter Stadtregierung. Er wurde in weiterer Folge Schepen und regierender Bürgermeister seiner Heimatstadt. Ebenfalls war er Hoher Rat des Delftlandes und konnte sich mit der Zustimmung von Moritz von Oranien als Ritter titulieren.
Im Jahre 1618 ließ er sich gemeinsam mit seiner Ehefrau von Michiel van Mierevelt porträtieren, die beiden Bildnisse hängen heute im Delfter Stadtmuseum Prinsenhof. Sein Wappen hängt gemeinsam mit den Wappen diverser Patrizierfamilien von Delft an der Fassade des Oude Delft 167, dem gemeenlandshuis Delfland.